# Egon Jönsson
Bengt Ingvar Egon Jönsson, född 8 oktober 1921 i Limhamns församling i Malmö, död 19 mars 2000 i Sankt Johannes församling i Malmö, var en svensk fotbollsspelare, högerytter, fyrfaldig svensk mästare för Malmö FF, 22 gånger landslagsman under åren 1946-1952 och bronsmedaljör för Sverige vid  VM i fotboll 1950.
Egon Jönsson tillhörde den MFF-uppställning, som är lagets mest framgångsrika genom tiderna och som 1949-1951 i obruten följd spelade 49 allsvenska matcher utan förlust. Endast två spelare deltog i samtliga dessa matcher, Egon Jönsson och Sven Hjertsson. Egon Jönsson spelade 200 allsvenska matcher för Malmö FF, 1943-1955, och gjorde 99 mål.
I pressen kallades han Hemliga Jönsson på grund av förmågan att göra avgörande mål i slutskedet av matcherna. Efter den aktiva fotbollskarriären blev han en framgångsrik lagledare i Malmö FF med sex allsvenska guld och med finalen i Europacupen för mästarlag mot Nottingham Forest 1979 som höjdpunkt. 
Egon Jönsson berättar i dokumentärfilmen Blådårar (1997) om hur det var, att växa upp i Malmös östra delar på 1930-talet. Familjen bestod av nio personer och bostaden var en 1-rumslägenhet. Fotbollen blev hans väg ut ur fattigdomen.